# Manfred Wasner
Manfred Wasner (* 30. Dezember 1963) ist ein ehemaliger deutscher Fußballspieler.

## Werdegang
1985 verpflichtete der Bundesligist Hamburger SV den jungen Bayernliga-Spieler Manfred Wasner vom FC Vilshofen. Viermal wurde Wasner von Trainer Ernst Happel in der Bundesliga eingesetzt, ehe Wasner wieder zurück in seine bayerische Heimat zur SpVgg Unterhaching wechselte, wo er sein Studium der Betriebswirtschaftslehre fortsetzte. Zuvor hatten unter anderem mehrere Zweitligamannschaften Interesse an Wasner bekundet, ein Wechsel kam aber nicht zustande. Schließlich blieb er einige Jahre bei der SpVgg Unterhaching. 1990 kehrte er dann doch noch einmal in den Profifußball zurück, als er mit Unterhaching unter Trainer Karsten Wettberg in die 2. Bundesliga aufstieg. Nachdem man direkt wieder abgestiegen war, blieb Wasner noch ein Jahr. Im Februar 1992 schloss er sich der SpVgg Fürth, ebenfalls Bayernligist, an. Für die „Kleeblätter“ absolvierte er aber lediglich ein Freundschaftsspiel.
Noch heute ist Wasner gelegentlich am Ball, beispielsweise bei Benefizspielen.

### Statistik
| Liga          | Spiele (Tore) |
| ------------- | ------------- |
| Bundesliga    | 004 0(0)      |
| 2. Bundesliga | 020 0(3)      |
| Bayernliga    | 180 (26)      |